# خط فوکوتوشین
خط فوکوتوشین (به ژاپنی: 東京地下鉄副都心線 Tōkyō Chikatetsu Fukutoshin-sen) یکی از خطوط متروی توکیو است. خط فوکوتوشین از ایستگاه واکوشی (和光市駅 Wakōshi)، واقع در استان سایتاما شروع شده و به ایستگاه شیبویا واقع در شیبویا خاتمه می‌یابد. در حال حاضر این مسیر دارای ۱۶ ایستگاه می‌باشد. علامت مشخص کنندهٔ این خط به شکل  می‌باشد.

## نگارخانه

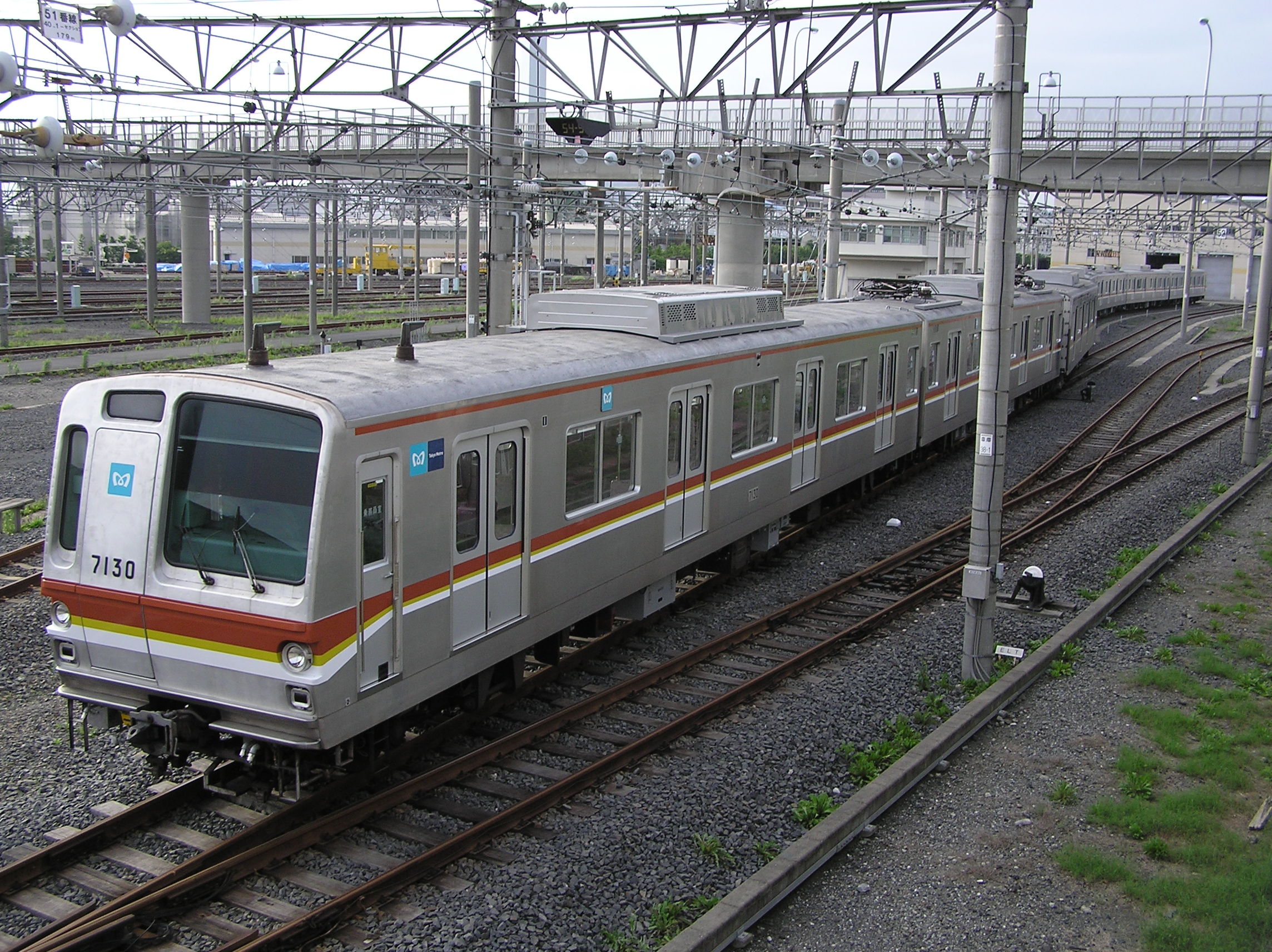
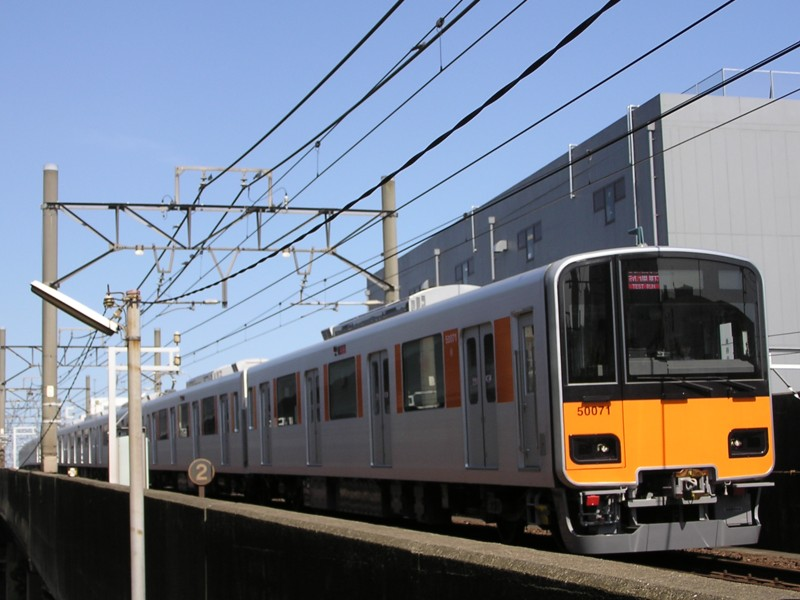
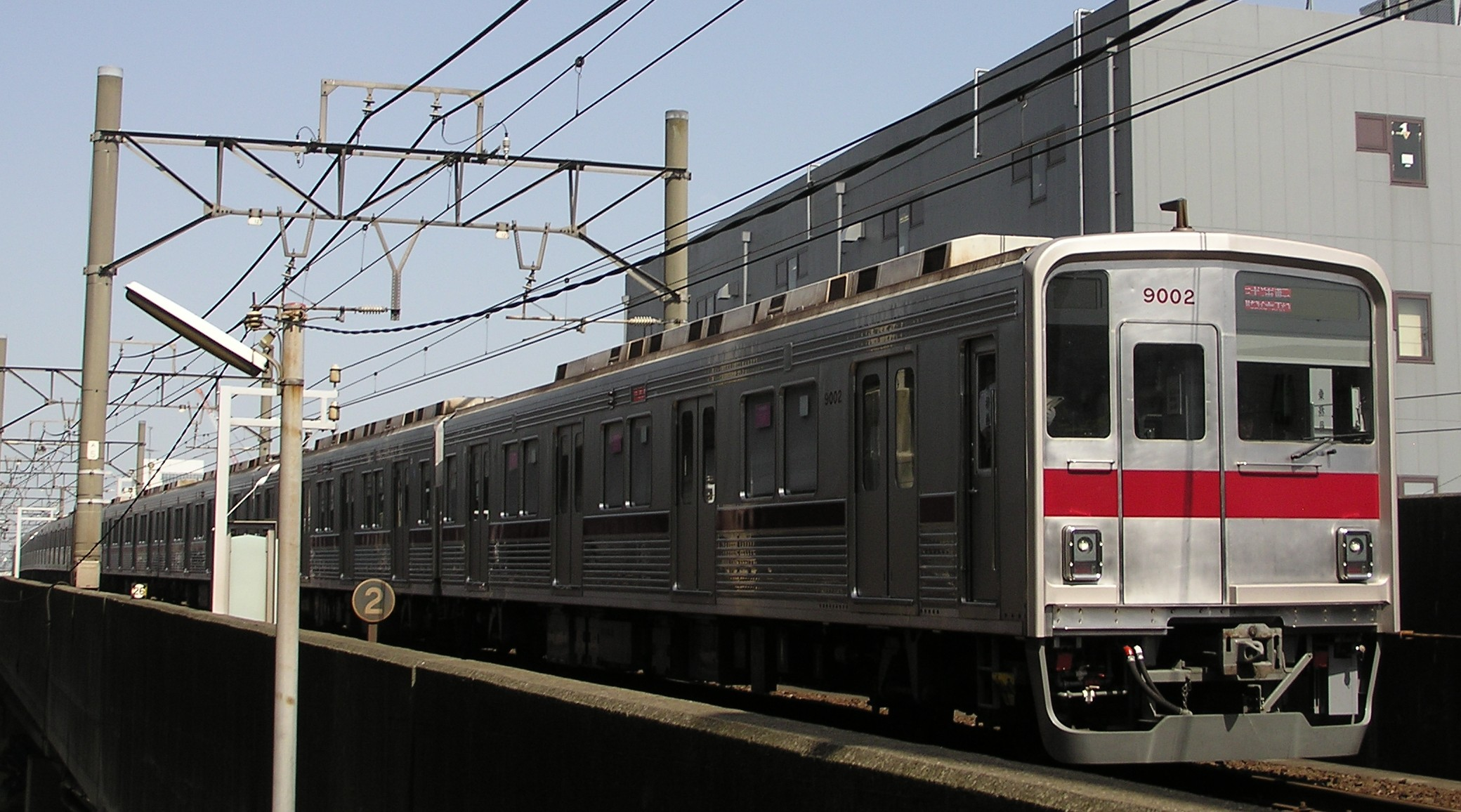
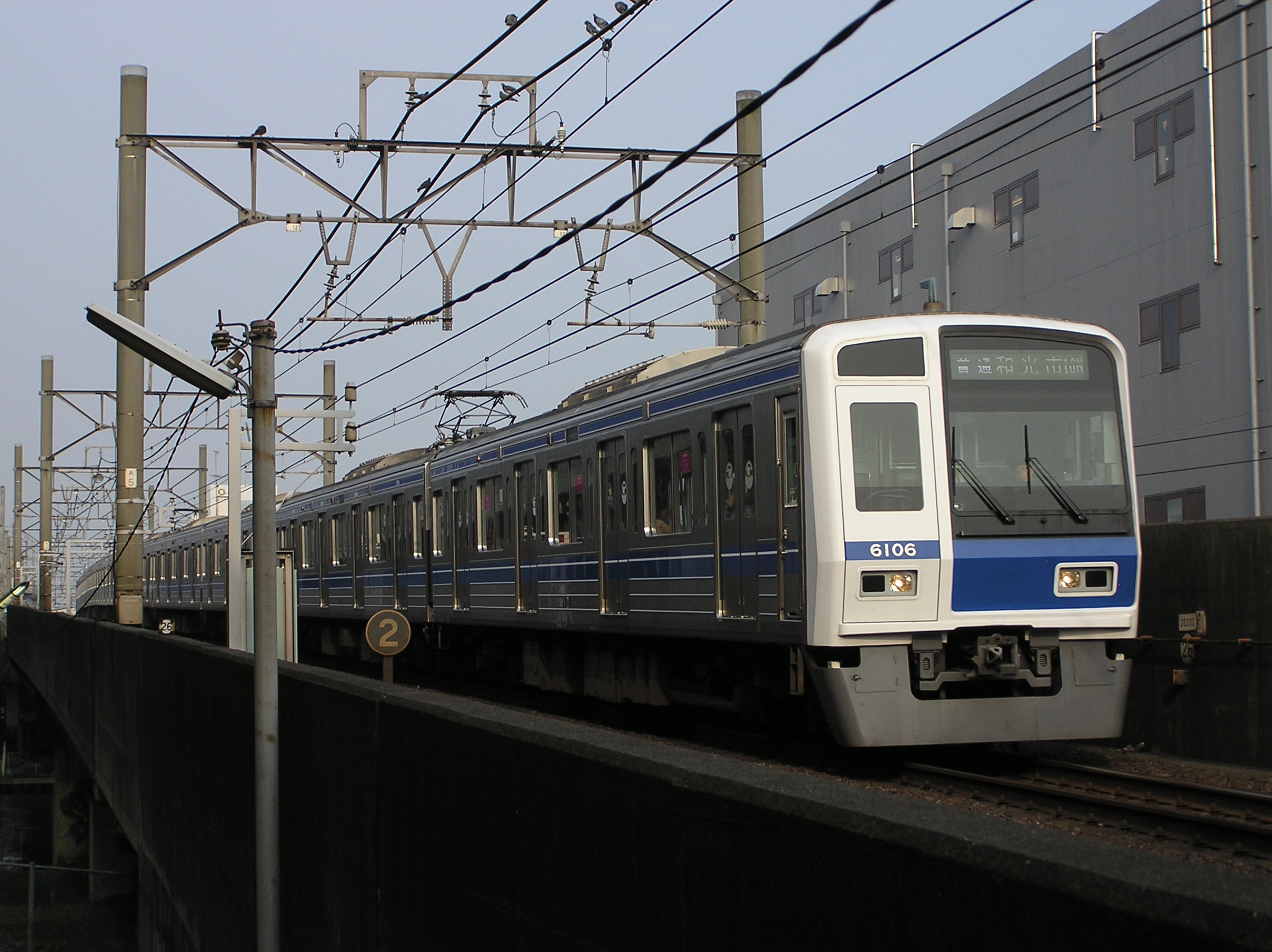